# Sommerain
Sommerain est un village de la ville belge d'Houffalize situé en Région wallonne dans la province de Luxembourg.
Avant la fusion des communes de 1977 et depuis 1823, Sommerain faisait partie de la commune de Mont.

## Situation
Ce village se trouve entre les localités de Cherain, Taverneux et Mont et est traversé par la route nationale 827 Gouvy-Libramont. La sortie no 52 de l'autoroute E25 Liège-Luxembourg se situe à 3 km.

## Description
Implanté à la naissance d'un vallon, Sommerain est une petite localité ardennaise concentrée autour de son église bâtie en pierre de schiste. Cette église consacrée à Saint Étienne a été construite en 1888 à l'emplacement d'un autre édifice religieux du XIIIe siècle. Le presbytère de Sommerain est repris sur la liste du patrimoine immobilier classé de Houffalize.
Le village compte plusieurs anciennes fermes, fermettes et maisons souvent bâties en pierre du pays (schiste) et parfois blanchies. Parmi celles-ci, la maison Deroite date de 1735[réf. nécessaire].
Au sud du village, près de Taverneux, la chapelle Notre-Dame de Forêt datée de 1750 et classée fait l'objet d'un pèlerinage.